# ایرث
ایرث (به انگلیسی: Airth) یک منطقهٔ مسکونی در بریتانیا است که در فالکرک واقع شده‌است. ایرث ۱٬۲۷۳ نفر جمعیت دارد.